# Peru vid världsmästerskapen i friidrott 2009
Peru deltog vid Världsmästerskapen i friidrott 2009 i Berlin.

## Deltagare från Peru

### Herrar
| Gren                     | Deltagare       | Resultat     | Placering           |
| 20 km gång               | Pavel Chihuan   | 1:27.54      | 36                  |
| 3000 meter hinderlöpning | Mario Bazán     | 8.28,67 (NR) | Utslagen i försöken |
| Maraton                  | Costantino León | 2:23.34      | 52                  |

### Damer
| Gren       | Deltagare    | Resultat | Placering           |
| 5000 meter | Inés Melchor | 16.00,83 | Utslagen i försöken |